# Halifax Citadels
Halifax Citadels byl profesionální kanadský klub ledního hokeje, který sídlil v Halifaxu v provincii Nové Skotsko. V letech 1988–1993 působil v profesionální soutěži American Hockey League. Citadels ve své poslední sezóně v AHL skončily v základní části. Své domácí zápasy odehrával v hale Halifax Metro Centre s kapacitou 10 595 diváků. Klubové barvy byly modrá, bílá a červená.
Založen byl v roce 1988 po přestěhování Fredericton Express do Halifaxu. Zanikl v roce 1993 přestěhováním do Cornwallu, kde byl založen tým Cornwall Aces. Klub byl během své existence farmou Quebecu Nordiques.

## Umístění v jednotlivých sezonách
Stručný přehled
Zdroj: 
- 1988–1991: American Hockey League (Severní divize)
- 1991–1993: American Hockey League (Atlantická divize)

Jednotlivé ročníky
Zdroj: 
Legenda: Z - zápasy, V - výhry, VP - výhry v prodloužení, R - remízy, P - porážky, PP - porážky v prodloužení, VG - vstřelené góly, OG - obdržené góly, +/- - rozdíl skóre, B - body, fialové podbarvení - reorganizace, změna skupiny či soutěže
| USA / Kanada (1988 – 1993) |                         |        |    |    |    |    |    |    |     |     |     |    |        |             |
| Sezóny                     | Liga                    | Úroveň | Z  | V  | VP | R  | PP | P  | VG  | OG  | +/- | B  | Pozice | Play-off    |
| 1988/89                    | AHL (Severní divize)    | 2      | 80 | 42 | –  | 8  | –  | 30 | 345 | 300 | +45 | 92 | 2.     | Čtvrtfinále |
| 1989/90                    | AHL (Severní divize)    | 2      | 80 | 37 | –  | 6  | –  | 37 | 317 | 300 | +17 | 80 | 4.     | Čtvrtfinále |
| 1990/91                    | AHL (Severní divize)    | 2      | 80 | 33 | –  | 12 | –  | 35 | 338 | 340 | -2  | 78 | 6.     | –           |
| 1991/92                    | AHL (Atlantická divize) | 2      | 80 | 25 | –  | 17 | –  | 38 | 280 | 324 | -44 | 67 | 5.     | –           |
| 1992/93                    | AHL (Atlantická divize) | 2      | 80 | 33 | –  | 10 | –  | 37 | 312 | 348 | -36 | 76 | 5.     | –           |